# Stabat Mater (Szymanowski)
Lo Stabat Mater  op. 53 è una composizione per voci soliste, coro e orchestra di Karol Szymanowski del 1926

## Storia della composizione
Agli albori del XX secolo, la situazione della musica in Polonia risentiva di una certa mentalità conservatrice, lontana dalle correnti più avanzate dell’Europa occidentale e dalle nuove tecniche di composizione. Al fine di porre rimedio a tale situazione, un gruppo di giovani musicisti diede vita al movimento “Młoda Polska w muzyce” (Giovane Polonia in musica), con l’obiettivo di prendere contatto con le correnti musicali più avanzate europee e di imparare tutte le più moderne tecniche di composizione. I fondatori di tale movimento furono Mieczysław Karłowicz, Grzegorz Fitelberg, Ludomir Różycki e Karol Szymanowski. 
Fra questi musicisti che seguivano un ideale di modernizzazione, Szymanowski emerge per il suo ruolo di grande rilievo non solo in virtù della sua maggior personalità creativa, ma anche per la sua statura di artista tra i più importanti che la Polonia abbia avuto. Vi è chi ha osservato in proposito: "Szymanowski da solo compensa quel mezzo secolo di ritardo, o quasi, che c’è nella nostra cultura". La sua attività contro il provincialismo retrogrado dominante fu ben più ardua di quella dei suoi colleghi, considerato che egli era di gran lunga il più dotato del gruppo e aveva un più ricco e profondo potenziale artistico da manifestare in musica .  
Contemporaneo di alcuni dei maggiori compositori innovatori della musica moderna, quali Béla Bartók, Alfredo Casella, Gian Francesco Malipiero e Igor Stravinskij, il musicista polacco appare come una figura appartata e signorilmente intenta ad osservare saggiamente con occhio indagatore e critico gli indirizzi culturali europei del suo tempo, da lui interpretati in maniera sempre elegante e personale.   
Lo Stabat Mater fu composto nel 1926, sullo slancio della felice creazione di Re Ruggero op. 46, opera in tre atti nata dietro l’impulso di un viaggio che Szymanowski aveva compiuto in Sicilia, terra da cui il musicista aveva tratto una profonda impressione, superiore a quella destata in lui da ogni altro Paese visitato nel corso dei suoi viaggi nell’area del Mediterraneo, al punto di considerarla l’ambiente ideale della sua nuova composizione. In essa, il senso di lontananza, tanto storica quanto geografica, è magistralmente reso dall’autore mediante il ricorso a scale esotiche e ritmi indiretti, oltreché alla qualità semirecitativa della parte vocale. Ma Re Ruggero convoglia anche l’esperienza del reale, come nel caso della grande aria di Rossana nel secondo atto, dove si esprime il fascino, sottile e inquietante a un tempo, che un dio pagano esercita su una regina di fede cristiana; una pagina colma di sensibilità umana. 
Tale sensibilità si avverte anche nello Stabat Mater, malgrado il differente contesto, non più erotico ma ritualistico. Intere parti con l’armonia alla base si sovrappongono e si alternano con brani basati principalmente su arabeschi melodici di origine asiatica, in una struttura lineare di acre dissonanza, dove si ha scarso movimento armonico effettivo. A questo punto, conclude Max Harrison, la musica di Szymanowski si era avviata verso la fase di estremo raffinamento, nella quale «la malia dionisiaca si contemperava con un’arte popolare a suo modo altrettanto singolare» .
Lo Stabat Mater rientra tra le creazioni più riuscite e originali del suo autore, nella quale, ha notato Gianandrea Gavazzeni, accenti arcaici si fondono a vigorose scansioni drammatiche, secondo una compiaciuta «macerazione di sentimenti e di sensi», ed in cui cadenze popolari acquisiscono intense emozioni corali, avvicinabili a Modest Musorgskij e Krzysztof Penderecki .

## Struttura della composizione
Eduardo Rescigno osserva che se l’opera Re Ruggero rappresenta la pagina musicale più ricca, importante e significativa di Karol Szymanowski, sensuale e mistica, dove si nota un prezioso colore orientale, lo Stabat Mater costituisce quella più commossa e maggiormente ispirata, che riprende gli stessi elementi del suggestivo affresco siciliano ma in una visione più essenziale, completa e diretta. A un primo ascolto, tale affermazione potrebbe apparire perlomeno strana: lo Stabat si presenta come un’opera dal tono alquanto sommesso, priva di violenze drammatiche e di visioni sconvolgenti. Pur tuttavia, anche qui si rinviene il colorismo bizantino di Re Ruggero, benché più sfumato, raffigurato ricorrendo a più tenui e raccolte sonorità, ma niente affatto castigato, anzi, impreziosito ed esaltato nelle sue pieghe più sottili. Si può altresì notare come nello Stabat Mater lo stile del suo autore suggerisca un richiamo, ridotto alla quintessenza in maniera geniale mediante voluti arcaismi, alla purezza polifonica di Giovanni Pierluigi da Palestrina.  
Da parte sua, Massimo Mila ha sottolineato come «l’essenza della musica di Szymanowski - simile in questo a Chopin, o perlomeno all’ultimo Chopin, quello dei preziosismi armonici della Berceuse, è la cangiante mutabilità dei suoni. Egli pensa esclusivamente in armonie, come se fosse incapace di sentire una nota singola senza tutto il corteggio dei suoi armonici e delle aperture accordali che ne derivano …». 
Il testo dello Stabat Mater si basa su una preghiera del XIII secolo, attribuita a Jacopone da Todi. 
La prima parte Stabat Mater dolorosa (Andante - Mesto) è per soprano solista e coro femminile; inizia con una frase strumentale in tempo di 5/4, dal colore che, per Massimo Mila, ricorda sorprendentemente lo stile di Paul Hindemith, a conferma della modernità del linguaggio di Szymanowski. Si tratta di un brano nel quale emerge nettamente il caratteristico discorso armonico del compositore polacco, denso di imprevedibili sovrapposizioni.
La seconda parte Quis est homo qui non fleret (Moderato) è per baritono solista e coro misto; si caratterizza per la «robusta, solenne coralità» richiamante lo stile di Musorgskij e che anticipa gli insistenti pedali ritmici di Sergej Prokof’ev nell’Aleksandr Nevskij.
Nella terza parte Eia, Mater, fons amoris (Lento - Dolcissimo), scritta per soprano, contralto e coro femminile, si avverte un sapiente richiamo al canto popolare, quel melos polacco al quale Szymanowski dedicò grande attenzione negli ultimi anni della sua vita, reinterpretandolo nel suo «prezioso, raffinato e civilissimo linguaggio».
La quarta parte Fac me tecum pie flere (Moderato), per soprano, contralto e coro a cappella (senza orchestra), presenta notevole interesse all’ascolto per il mobile e inquieto movimento ritmico, al quale si associa in maniera magistrale il prezioso colore vocale da antica icona del coro, sommessamente salmodiante.
La quinta parte Virgo, virginum praeclara (Allegro moderato) è affidata al baritono solista e al coro misto; in essa si manifesta una maggiore solennità, nella quale la vocalità pienamente distesa del solista si contrappone al cupo mormorare del coro, richiamante una folla in preghiera, con il sostegno degli accenti vigorosi e dei vividi lampeggiamenti dell’orchestra.
Infine, nella sesta e ultima parte  Christe, cum sit hinc exire (Andante tranquillissimo) ritorna il richiamo a Musorgskij e si avverte la descrizione di immagini di più aperta spazialità, fino alla conclusione in pianissimo in corrispondenza con le parole «fac, ut ánimae donétur paradísi glória», (fa’ che all’anima sia data la gloria del Paradiso. Amen) nelle quali è possibile scorgere il tratto caratterizzante la personale concezione religiosa di Karol Szymanowski.

## Discografia parziale
- Polish State Philharmonic Chorus & Orchestra, Katowice; Karol Stryja (Naxos)
- Warsaw National Philharmonic Chorus & Orchestra; Witold Rowicki (Polskie Nagrania)